# Ayn (Vorname)
Ayn ist ein weiblicher Vorname.
Die Etymologie ist ungeklärt.

## Namensträgerinnen
- Ayn Inserto (* 1976), US-amerikanische Jazzmusikerin
- Ayn Rand (1905–1982), russisch-US-amerikanische Bestsellerautorin